# 9 Pegasi
9 Pegasi (9 Peg / HD 206859 / HR 8313) es una estrella en la constelación de Pegaso de magnitud aparente +4,34.
Se encuentra aproximadamente a 923 años luz del sistema solar.
9 Pegasi una supergigante amarilla de tipo espectral G5Ib con una temperatura efectiva de 4910 ± 100 K.
A partir del valor de su diámetro angular, obtenido de forma indirecta —2,57 milisegundos de arco—, se puede estimar su radio, resultando ser éste 78 veces más grande que el radio solar.
Gira sobre sí misma con una velocidad de rotación proyectada de 9,9 km/s.
Brilla con una luminosidad 1100 veces mayor que la luminosidad solar; a pesar de esta elevada cifra, es una supergigante «menor», lo que se refleja en la b de su tipo espectral.
Su metalicidad —abundancia relativa de elementos más pesados que el helio— es comparable a la del Sol ([Fe/H] = -0,03).
Aunque su masa estimada es de 7,1 ± 0,4 masas solares, no es lo suficientemente masiva para finalizar su vida estallando como una supernova.
Tiene una edad aproximada de 43 millones de años.
9 Pegasi está catalogada como una posible estrella variable, pero su variabilidad no ha sido confirmada.